# Борова (Малопольське воєводство)
Борова (пол. Borowa) — село в Польщі, у гміні Заклічин Тарновського повіту Малопольського воєводства.
Населення — 267 осіб (2011).
У 1975-1998 роках село належало до Тарновського воєводства.

## Демографія
Демографічна структура станом на 31 березня 2011 року:
|          | Загалом | Допрацездатний вік | Працездатний вік | Постпрацездатний вік |
| -------- | ------- | ------------------ | ---------------- | -------------------- |
| Чоловіки | 142     | 37                 | 91               | 14                   |
| Жінки    | 125     | 29                 | 65               | 31                   |
| Разом    | 267     | 66                 | 156              | 45                   |